# 伊盧克斯泰

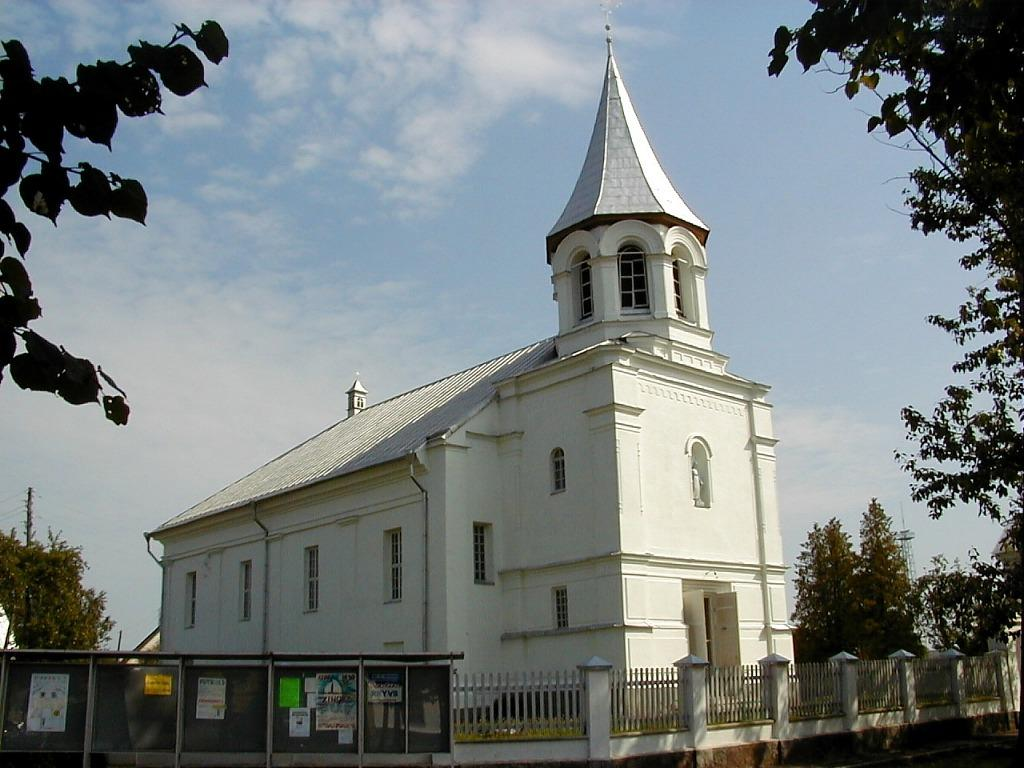
伊盧克斯泰的天主教堂

伊盧克斯泰是拉脫維亞上道加瓦市镇内的城鎮，位於該國東南部，距離陶格夫匹爾斯25公里，毗鄰與立陶宛接壤的邊境，面積9平方公里，鎮上有天主教、東正教和信義宗教堂，2010年人口2,856。